# Darkness on the Edge of Town
Darkness on the Edge of Town ist das vierte Studioalbum, das Bruce Springsteen & The E Street Band 1978 veröffentlicht haben. Es erschien drei Jahre nach Born to Run, Springsteens erstem kommerziell erfolgreichen Album.

## Allgemeines
Das Album erschien erst drei Jahre nach dem erfolgreichen Vorgängeralbum Born to Run, da es in der Zwischenzeit zu gerichtlichen Auseinandersetzungen mit seinem damaligen Manager kam, der in einer einstweiligen Verfügung erreichte, dass Springsteen nicht im Studio arbeiten durfte. Es ging in diesem Streit um falsche Abrechnungen der Tantiemen.
Während in Born to Run die Verlierer im Mittelpunkt standen, entdeckte Springsteen auf diesem Album die Arbeiterklasse, Menschen, die wenig haben und davon bedroht sind, das Wenige auch noch zu verlieren (Soon as you’ve got something they send someone to try and take it away, …).
Obwohl das Album keine Hitsingle (Prove It All Night #33; Badlands # 42) enthielt, blieb das Album 97 Wochen in den Charts und erreichte in den Billboard 200 Platz 5 als Spitzenplatz. Vom Rolling Stone Magazine wurde es in seiner Liste der 500 besten Alben aller Zeiten auf Platz 151 gelistet. Der NME (New Musical Express) wählte es zum besten Album des Jahres 1978.
Im Jahr 2010 erschien das Album mit Greetings from Asbury Park, N.J., The Wild, the Innocent & the E Street Shuffle, Born to Run und den drei folgenden Studioalben in dem CD-Box-Set The Collection 1973 – 84.

## Titelliste

### Originalausgabe

#### Seite A
1. Badlands – 4:01
2. Adam Raised a Cain – 4:32
3. Something in the Night – 5:11
4. Candy’s Room – 2:51
5. Racing in the Street – 6:53

#### Seite B
1. The Promised Land – 4:33
2. Factory – 2:17
3. Streets of Fire – 4:09
4. Prove It All Night – 3:56
5. Darkness on the Edge of Town – 4:30

Alle Songs wurden von Bruce Springsteen geschrieben.

## Kommerzieller Erfolg

### Chartplatzierungen
| ChartsChartplatzierungen       | Höchstplatzierung | Wochen |
| ------------------------------ | ----------------- | ------ |
| Vereinigte Staaten (Billboard) | 5 (104 Wo.)       | 104    |
| Vereinigtes Königreich (OCC)   | 14 (41 Wo.)       | 41     |

### Auszeichnungen für Musikverkäufe
| Land/Region                  | Auszeichnungen für Musikverkäufe (Land/Region, Auszeichnung, Verkäufe) | Verkäufe  |
| ---------------------------- | ---------------------------------------------------------------------- | --------- |
| Australien (ARIA)            | Platin                                                                 | 70.000    |
| Kanada (MC)                  | Platin                                                                 | 100.000   |
| Neuseeland (RMNZ)            | Gold                                                                   | 10.000    |
| Niederlande (NVPI)           | Gold (CBS) · + Gold (Sony)                                             | 100.000   |
| Vereinigte Staaten (RIAA)    | 3× Platin                                                              | 3.000.000 |
| Vereinigtes Königreich (BPI) | Gold                                                                   | 100.000   |
| Insgesamt                    | 3× Gold · 5× Platin ·                                                  | 3.380.000 |

Hauptartikel: Bruce Springsteen/Auszeichnungen für Musikverkäufe

## Unbenutztes Material

### Tracks
Im Rahmen der Aufnahmesessions für Darkness on the Edge of Town wurden wesentlich mehr Titel aufgenommen als letztlich auf dem Album veröffentlicht wurden. Einige der nicht verwendeten Lieder wurden Hits für andere Künstler: Because the Night für Patti Smith, Fire für Robert Gordon und The Pointer Sisters, Rendezvous für Greg Kihn, This Little Girl for Gary U.S. Bonds. Weitere Titel nahm Southside Johnny auf, die auf seinem Album Hearts of Stone erschienen.
Andere Lieder (Independence Day, Point Blank, The Ties That Bind, Sherry Darling) erschienen auf Springsteens Album The River.
Viele der ursprünglichen Aufnahmen wurden im Laufe der Jahre dann doch noch veröffentlicht. Die 4-CD-Box Tracks erhält mehrere Stücke, die aus den Sessions zu Darkness on the Edge of Town stammten. Ab 2009 bereitete Bruce Springsteen dann die Veröffentlichung weiterer Out-Takes vor.

### The Promise
Am 16. November 2010 erschien The Promise: The Darkness on the Edge of Town Story, eine Box mit je drei CDs und DVDs. CD 1 enthält eine digital bearbeitete Version von Darkness on the Edge of Town, CD 2 und 3 enthalten unter dem Titel The Promise 21 unveröffentlichte und zum Teil nachbearbeitete Titel aus der Aufnahmesession. Die DVDs enthalten eine Dokumentation über die Entstehung von Darkness sowie zwei Konzertmitschnitte (Paramount Theatre in Asbury Park, New Jersey, 2009). Die dritte DVD (Houston ’78 Bootleg: House Cut) zeigt ein Konzert aus der Darkness on the Edge of Town-Tournee.

„Es hat am meisten Spaß gemacht, beim Zusammenbauen des Ganzen die Musik wiederzufinden, an der wir damals wirklich hart gearbeitet haben, die aber nicht auf die Platte gepasst hat. Die Songs geben eigentlich ein ganz eigenes Album ab. Sie waren sehr sorgfältig arrangiert und so viel lag einfach rum in den vergangenen 30 Jahren. Es war toll, alles zusammenzusetzen und es den Fans zu zeigen.“

Die zuvor auf Tracks veröffentlichten Aufnahmen fehlen auf The Promise weitgehend. Insgesamt wurden neben dem Originalalbum inzwischen rund 30 weitere Stücke der Aufnahmesessions offiziell veröffentlicht.